# Терян, Аленуш
Аленуш Терян (англ. Alenush Terian, арм. Ալենուշ Տէրեան; 1920—2011) — иранская учёная, астроном и физик армянского происхождения; её называют матерью современной иранской астрономии.

## Биография
Родилась 9 ноября 1920 года в армянской семье в Тегеране. Ее отец — Арто, был режиссером, поэтом и переводчиком с криптонимом Arizad; мать Вартуи — театральной актрисой и режиссером.
В 1947 году окончила научный факультет Тегеранского университета, начав в нём свою карьеру в лаборатории физики и вскоре стала начальником лаборатории. Терян подала заявку на стипендию для обучения во Франции, однако профессор Тегеранского университета Махмуд Хесаби не подписал ее, считая, что для иранской женщины достаточно полученного образования. Но при финансовой поддержке своего отца Аленуш всё же уехала на обучение во Францию, где в 1956 году получила докторскую степень по физике атмосферы в университете Сорбонны (ныне Парижский университет). Вернувшись в Иран, стала доцентом по термодинамике Тегеранского университета. Позже в течение четырех месяцев она работала в области физики Солнца в Западной Германии за счёт стипендии, присужденной правительством Германии Тегеранскому университету. В 1964 году Аленуш Терян стала первой женщиной-профессором физики в Иране.
1966 году Терян стала членом комитета геофизики Тегеранского университета. В 1969 году была избрана заведующей кафедрой физики Солнца в этом же университете и начала работать в солнечной обсерватории, одним из основателей которой она была.
Вышла на пенсию в 1979 году, жила в Тегеране. В праздновании 90-летия профессора Аленуш Терян приняли участие ряд иранских парламентариев и большое количество иранских армян.
Умерла 4 марта 2011 года в Тегеране в доме престарелых. Была похоронена на тегеранском кладбище иранских христиан.